# Timothée Chalamet
Timothée Hal Chalamet (New York, 27 december 1995) is een Frans-Amerikaans acteur.

## Biografie
Chalamet werd in 1995 geboren en groeide op in Hell's Kitchen (Manhattan) als zoon van de Amerikaanse vastgoedmakelaar en voormalig Broadway-danseres Nicole Flender en van de Fransman Marc Chalamet, geboren in Nîmes en opgegroeid in Lille (Rijsel), redacteur bij UNICEF en de Verenigde Naties. Zijn vader is van protestantse afkomst, terwijl zijn moeder van Joodse afkomst is (van Russische en Oostenrijkse Joodse ouders).
Hij heeft een oudere zus, Pauline, een actrice die in Parijs woont. Chalamets oom is de filmproducent Rodman Flender; zijn tante is de tv-producer en scenarioschrijfster Amy Lippman en zijn grootvader (van moeders kant) was de scenarioschrijver Harold Flender. Tijdens zijn jeugd verbleef hij met zijn gezin vooral in Hell's Kitchen, maar ging ook naar Le Chambon-sur-Lignon, een klein Frans dorpje op twee uur rijafstand van Lyon, waar familieleden van zijn vader wonen.
Chalamet trad op jonge leeftijd al op in reclamespots en acteerde in enkele korte horrorfilms voordat hij in 2009 zijn televisiedebuut maakte in een aflevering van de populaire politieserie Law & Order, gevolgd door een klein rolletje in de televisiefilm Loving Leah. In 2011 debuteerde hij op het toneel in het Off-Broadway-toneelstuk The Talls. Hij kreeg voor zijn rol positieve kritieken van de theatercriticus van New York Daily News.
Chalamet werd toegelaten tot de Fiorello H. LaGuardia High School of Music & Art and Performing Arts waar hij in 2013 afstudeerde. Hij speelde in verschillende producties van de school, onder andere als Emcee in Cabaret en als Oscar Lindquist in Sweet Charity.
In 2012 had hij terugkerende rollen in de televisieseries Royal Pains en Homeland. Voor deze laatste werd hij met de volledige cast genomineerd voor de Screen Actors Guild Award for Outstanding Performance by an Ensemble in a Drama Series.
Chalamets doorbraak kwam er in 2017 met de hoofdrol in Luca Guadagnino’s Call Me by Your Name, een film die in première ging op het Sundance Film Festival, gevolgd door rollen in onder andere het bekroonde Lady Bird. Voor zijn rol in Call Me by Your Name kreeg hij onder meer een Oscar-nominatie.

## Privéleven
Chalamet had vanaf 2018 een relatie met Lily-Rose Depp, de dochter van Johnny Depp en Vanessa Paradis, die hij leerde kennen op de set van de film The King. Het stel was anderhalf jaar bij elkaar. In 2023 begon Chalamet een relatie met Kylie Jenner.

## Prijzen en nominaties
De belangrijkste:
| Jaar | Prijs                                | Categorie                                     | Film                 | Uitslag     |
| ---- | ------------------------------------ | --------------------------------------------- | -------------------- | ----------- |
| 2024 | Golden Globe Awards                  | Beste acteur in een film – musical of komedie | Wonka                | Genomineerd |
| 2018 | Golden Globe Award                   | Beste acteur in een dramafilm                 | Call Me by Your Name | Genomineerd |
| 2018 | Academy Awards                       | Beste acteur                                  | Call Me by Your Name | Genomineerd |
| 2018 | Critics' Choice Award                | Beste acteur                                  | Call Me by Your Name | Genomineerd |
| 2018 | Independent Spirit Award             | Beste acteur                                  | Call Me by Your Name | Gewonnen    |
| 2018 | BAFTA Award                          | Beste acteur                                  | Call Me by Your Name | Genomineerd |
| 2018 | BAFTA Award                          | EE Rising Star Award                          | EE Rising Star Award | Genomineerd |
| 2017 | New York Film Critics Circle Award   | Beste acteur                                  | Call Me by Your Name | Gewonnen    |
| 2017 | National Board of Review             | Doorbrekend acteur                            | Call Me by Your Name | Gewonnen    |
| 2017 | Gotham Award                         | Doorbrekend acteur                            | Call Me by Your Name | Gewonnen    |
| 2017 | Los Angeles Film Critics Association | Beste acteur                                  | Call Me by Your Name | Gewonnen    |